# Terra X: Faszination Universum
Terra X: Faszination Universum ist eine Terra-X-Dokumentationsreihe über die Entstehung des Universums und stellt neue Erkenntnisse aus Wissenschaft und Forschung vor. Moderiert wurde die Sendung zuerst von Joachim Bublath, nach dessen Ruhestand übernahm Harald Lesch. Aufgezeichnet werden die Folgen im Leibniz-Institut für Astrophysik in Potsdam.
2012 war die Sendung Teil des Programmschwerpunkts Vorstoß ins Unbekannte, welcher aus Leschs Kosmos, Abenteuer Forschung und dieser Reihe besteht. Alle Sendungen wurden von Harald Lesch moderiert.

## Episoden
| Folge     | Episodentitel             | Erstausstrahlung  |
| --------- | ------------------------- | ----------------- |
| Staffel 1 |                           |                   |
| 1         | Das Wunder des Lebens     | 23. November 2003 |
| 2         | Die ganz andere Welt      | 30. November 2003 |
| 3         | Der Tod der Sterne        | 7. Dezember 2003  |
| Staffel 2 |                           |                   |
| 4         | Das riskante Leben        | 28. November 2004 |
| 5         | Katastrophen als Hoffnung | 5. Dezember 2004  |
| 6         | Das wilde Universum       | 12. Dezember 2004 |
| Staffel 3 |                           |                   |
| 7         | Tödliche Begegnung        | 27. November 2005 |
| 8         | Exotische Welten          | 4. Dezember 2005  |
| 9         | Das Ende der Zeit         | 11. Dezember 2005 |

| Folge      | Episodentitel                                     | Erstausstrahlung   |
| ---------- | ------------------------------------------------- | ------------------ |
| Staffel 4  |                                                   |                    |
| 10         | Im Bann des Sonnenfeuers                          | 3. Mai 2009        |
| 11         | Die Macht der Sterne                              | 10. Mai 2009       |
| Staffel 5  |                                                   |                    |
| 12         | Zeit – Reise in die vierte Dimension              | 13. Mai 2010       |
| 13         | Urkräfte – Vorstoß zu den Elementen der Schöpfung | 16. Mai 2010       |
| Staffel 6  |                                                   |                    |
| 14         | Das Maß aller Dinge                               | 12. Juni 2011      |
| 15         | Die Zähmung des ewigen Feuers                     | 13. Juni 2011      |
| Staffel 7  |                                                   |                    |
| 16         | Das Phantom der Wirklichkeit                      | 30. September 2012 |
| 17         | Die Entdeckung der Zukunft                        | 7. Oktober 2012    |
| Staffel 8  |                                                   |                    |
| 18         | Das Rätsel der Harmonie                           | 29. September 2013 |
| 19         | Die Macht des Schicksals                          | 6. Oktober 2013    |
| Staffel 9  |                                                   |                    |
| 20         | Sind wir allein?                                  | 21. September 2014 |
| 21         | Der kosmische Code                                | 28. September 2014 |
| Staffel 10 |                                                   |                    |
| 22         | Im Bann des Lichts                                | 4. Oktober 2015    |
| 23         | Das Geheimnis der Finsternis                      | 11. Oktober 2015   |
| Staffel 11 |                                                   |                    |
| 24         | Asteroiden – Die letzte Chance                    | 2. Oktober 2016    |
| 25         | Aliens – Der erste Kontakt                        | 9. Oktober 2016    |
| Staffel 12 |                                                   |                    |
| 26         | Eine Frage der Zeit                               | 1. Oktober 2017    |
| 27         | Ohne Limit                                        | 8. Oktober 2017    |
| Staffel 13 |                                                   |                    |
| 28         | Die Schwerkraft – Dirigentin der Welt             | 30. September 2018 |
| 29         | Der Urknall – Das Rätsel des Anfangs              | 7. Oktober 2018    |
| Staffel 14 |                                                   |                    |
| 30         | Im Bann der Astrologie                            | 29. September 2019 |
| 31         | Unser kosmisches Schicksal                        | 13. Oktober 2019   |
| Staffel 15 |                                                   |                    |
| 32         | Die Reise zum Rand der Welt                       | 20. September 2020 |
| 33         | Im Sog des schwarzen Lochs                        | 27. September 2020 |
| Staffel 16 |                                                   |                    |
| 34         | Im Labyrinth des Wissens                          | 31. Oktober 2021   |
| 35         | Im Bann der Technik                               | 7. November 2021   |